# Gare de Mundolsheim
La gare de Mundolsheim est une halte ferroviaire française de la ligne de Noisy-le-Sec à Strasbourg-Ville, située sur le territoire de la commune de Mundolsheim, dans la collectivité européenne d'Alsace, en région Grand Est.
C'est une halte ferroviaire de la Société nationale des chemins de fer français (SNCF) desservie par des trains TER Grand Est.

## Situation ferroviaire

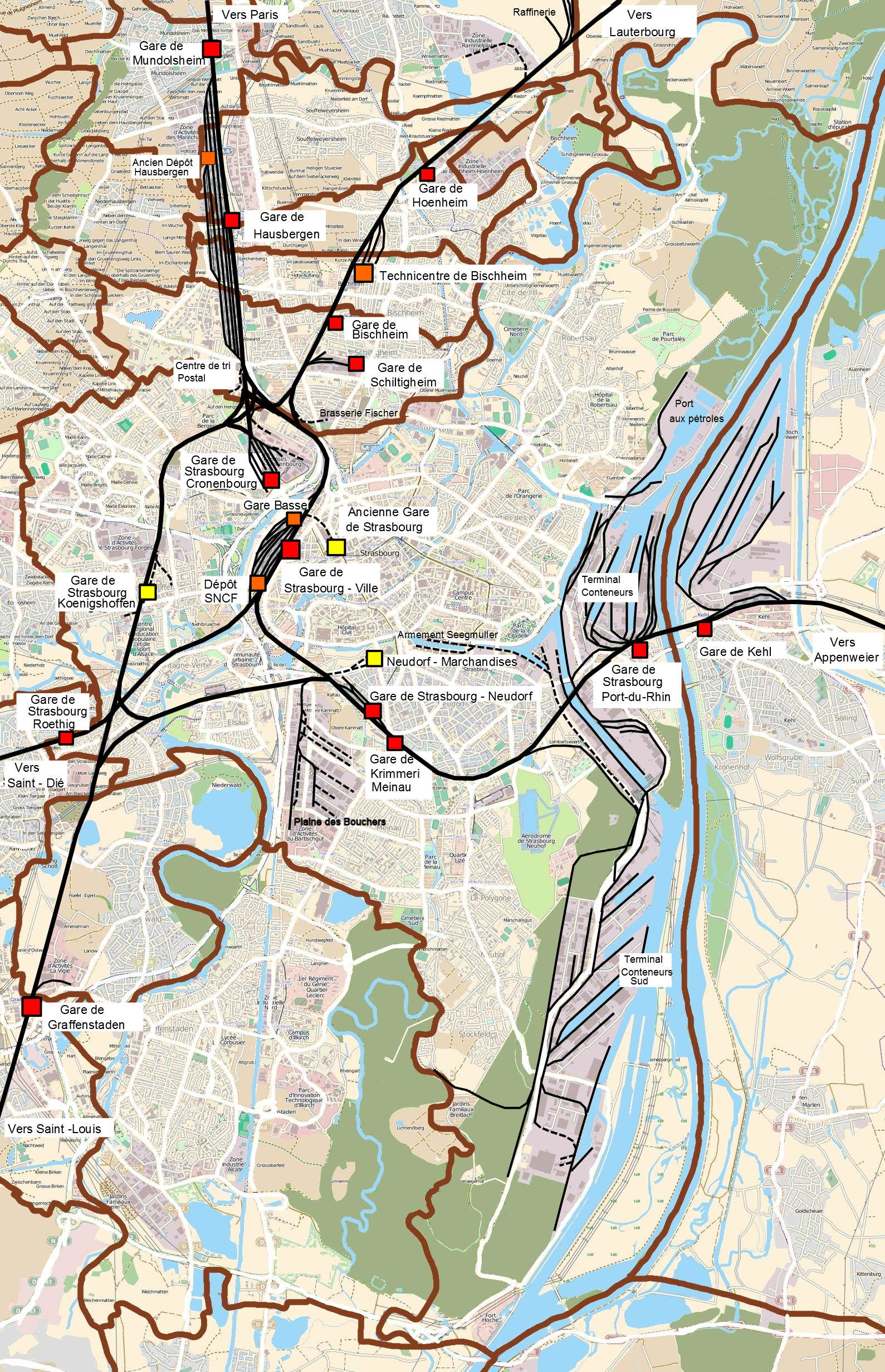
Plan du nœud ferroviaire de Strasbourg.

La gare de Mundolsheim est située au point kilométrique (PK) 494,741 de la ligne de Paris-Est à Strasbourg-Ville entre la gare de Vendenheim et la gare de triage de Hausbergen.

## Histoire
Jusqu'en 1990, une navette ferroviaire — en théorie réservée aux employés de la SNCF et surnommée « la Schnerr » — effectuait le trajet entre Mundolsheim et la gare de Strasbourg-Ville via le triage de Hausbergen.
En 2018, selon les estimations de la SNCF, la fréquentation annuelle de la gare est de 65 900 voyageurs, nombre arrondi à la centaine la plus proche.

## Fréquentation
De 2015 à 2024, selon les estimations de la SNCF, la fréquentation annuelle de la gare s'élève aux nombres indiqués dans le tableau ci-dessous.
| Année     | 2015   | 2016   | 2017   | 2018   | 2019   | 2020   | 2021   | 2022   | 2023   | 2024   |
| --------- | ------ | ------ | ------ | ------ | ------ | ------ | ------ | ------ | ------ | ------ |
| Voyageurs | 73 530 | 79 492 | 68 210 | 65 929 | 69 281 | 41 411 | 53 029 | 67 611 | 82 235 | 82 994 |

## Service des voyageurs

### Accueil
La gare ne dispose pas de guichet ouvert à la clientèle mais d'un distributeur automatique de titres de transport (situé au pied du pont ferroviaire, du côté du quai vers Strasbourg).

### Dessertes
Mundolsheim est desservie par les trains TER Grand Est en direction de Strasbourg, Haguenau et Wissembourg.

### Intermodalité
Un parc pour les vélos et un parking y sont aménagés. La gare est également desservie par le transport à la demande zonal Flex'hop de la Compagnie des transports strasbourgeois.